# Markiyan Kamysh
Markiyan Kamysh (en ukrainien : Маркіян Камиш, né le 19 octobre 1988) est un écrivain ukrainien, auteur du roman La Zone.

## Biographie
Markiyan Kamysh est né dans la famille d'un physicien nucléaire, ingénieur du département de la conception des accélérateurs électrostatiques de l'Institut de recherche nucléaire NAN à Kiev. Après la catastrophe nucléaire de Tchernobyl le 26 avril 1986, son père a travaillé comme opérateur du système d'enregistrement des neutrons Chatior et a passé deux mois à la centrale nucléaire de Tchernobyl.
Markiyan a étudié à la faculté d'histoire de l'Université nationale Taras-Chevtchenko de Kiev, mais a abandonné ses études pour se consacrer à la littérature et à des activités de recherches illégales dans la zone d'exclusion de Tchernobyl. Durant les années 2010 à 2017, comme « stalker » illégal,
il a fait de nombreuses expéditions au-delà du fil de fer barbelé qui clôture la zone et il a vécu pendant plus d'un an dans la zone (dont plusieurs mois dans la ville abandonnée de Pripyat),,,, .
De cette expérience est sorti le livre La Zone qui a obtenu des critiques très favorables ,,,, , des écrivains. Andreï Kourkov cite Kamysh parmi les écrivains qui peuvent représenter l'Ukraine dans le monde.
Le roman La Zone a été publié en France par les éditions Arthaud (Groupe Flammarion) dès 2016. En ukrainien le titre est Oformliandia. Le magazine parisien Le Nouvel Observateur en parle comme d'un livre merveilleux,  Les Inrocks en parlent comme d'un texte brillant, L'Humanité le décrit comme fantastique, Le Point observe qu'il est bien écrit, et l'Hebdo de Monaco l'inclut dans sa sélection du mois.
En Italie c'est la maison d'édition Keller Editore qui a acquis les droits de traduction et d'édition de La Zone. Corriere della Sera (Italie) a écrit sur le roman: « Grâce à un style partagé entre l'extase d'un voyage désespéré, et le désespoir qu'il fait naître, entre la ruine tragique de reliques historiques et le minimalisme cruel et sentimental de la réalité terrifiante, Kamysh écrit une œuvre capable de nous secouer face aux douleurs des hommes et de la nature.»
À l'automne 2017, la maison d'édition Nora-Drouk sort un nouveau  récit de Markiyan Kamysh intitulé Tchormet sur les stalkers de Tchernobyl et l'ouvrage entre dans la liste des livres les plus attendus de l'automne 2017 et est classé au catalogue emblématique des ouvrages de l'Institut Ukrainien du Livre Il reçoit le premier prix Olessia Oulianenka du meilleur roman .Le réalisateur de cinéma ukrainien Myroslav Slaboshpytskiy auteur du film The Tribe parle de Tchormet de Kamysh comme d'un texte vif et fort. Vraiment fantastique!

## Récompenses et distinctions
- L'ouvrage du mois de l'hebdomadaire Monaco Hebdo Magazine (mai, 2016) pour le roman La Zone («Оформляндія»)[23].
- Prix littéraire international Olesia Oulianenko (Літературна премія імені Олеся Ульяненка 2017) pour le récit Tchormet[24]
- Top 10 des meilleurs livres italiens de 2019 par la Repubblica[25].

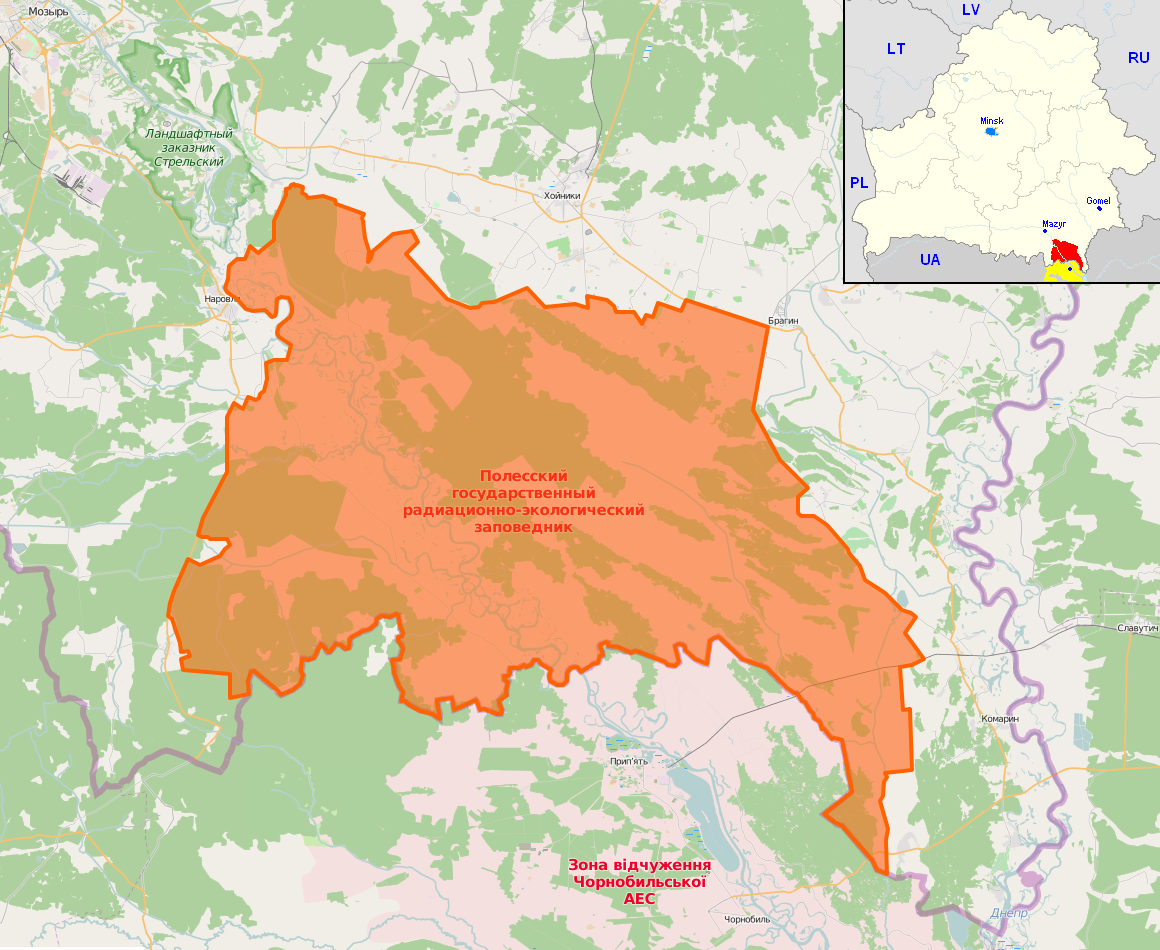
Limites de la Zone d'exclusion nucléaire de Polésie en Biélorussie. Au sud les limites de la zone d'exclusion en Ukraine n'apparaissent que sur la mini-carte en jaune foncé.

## Citations
« J’ai cherché l’inaccessible chez les ermites et les clandestins, par les sentes des sangliers et les chemins des contrebandiers, au tréfonds frontalier de la Zone et dans les recoins secrets de Polésie. Je suis à l’apogée de ma bêtise, je recherche l’Eldorado d’une poignée d’enthousiastes qui se rêvent en Colomb, en pionniers découvreurs de hameaux et de parcelles de forêts. Ces itinéraires secrets et ces perversions de découvreurs conviennent à ceux que plus rien d’autre n’intéresse dans la Zone. »

— La Zone

« Avec le temps, après une dixième excursion dans la Zone de Tchernobyl, on acquiert des habitudes et un instinct pour le moins curieux. On devient capable de distinguer toute la gamme des craquements de branches dans la forêt nocturne, le bruit du vent dans les conifères ou dans les branchages des feuillus. On écoute paisiblement les courants d’air et les portes qui claquent par une nuit sombre, dans les cités ouvrières abandonnées. On s’endort tranquillement au bruit grinçant et gémissant des crochets de porte, car on sait que c’est une habitude des maisons mortes que de parler à leurs hôtes. Elles exhalent leur chagrin et diffusent les prières de leurs habitants défunts. »

— La Zone

« Tout en ingurgitant de l’alcool mélangé à l’eau des marais, on inspecte les étoiles, on fixe les braises et on se dit que cette Zone est la meilleure chose qui existe dans la nature. Le scénario de ces promenades est horriblement trivial : cheminer tranquillement, faire la chasse aux démons dans sa tête, avec l’espoir de glisser sous toutes les couettes du monde et de s’éteindre pour deux jours. Chez soi. Dans l’obscurité et la sérénité des rêves. Écraser les bosquets, traîner ses savates sur l’artère du chemin de fer oublié, envahi d’arbres, devenu le fief des loups depuis longtemps. Les traverses se sont transformées en cachettes pour les serpents et les sentiers parallèles appartiennent aux sangliers. »

— La Zone

## Liens web
- Interview dans le magazine "Marianne".
- Article dans Nuvol Observator.
- Interview for L'Obs about Ukraine.
- L'Obs.
- France Culture.
- 20minutes.
- Lesinrocks.
- VSD magazine.

## Position citoyenne
Dès les premiers jours de la Révolution ukrainienne de 2014  l'écrivain a rejoint  la protestation dans la rue . Participant à l'égalité mars 2016 à Kiev.